# جواو بيدرو بيريرا سيلفا
جواو بيدرو بيريرا سيلفا (بالبرتغالية: João Pedro Pereira Silva‏) (21 مايو 1990 في البرتغال - ) هو لاعب كرة قدم برتغالي في مركز الهجوم. شارك مع منتخب البرتغال تحت 20 سنة لكرة القدم ومنتخب البرتغال تحت 21 سنة لكرة القدم. أما مع النوادي، فقد لعب مع ليفسكي صوفيا ونادي أفيلينو ونادي إيفرتون ونادي باري ونادي باسوش دي فيريرا ونادي باليرمو ونادي فيتوريا سيتوبال ويو دي ليريا ونادي ديبورتيفو داس أيفيس.

## وصلات خارجية
- جواو بيدرو بيريرا سيلفا على موقع الاتحاد الأوربي (الإنجليزية)
- جواو بيدرو بيريرا سيلفا على موقع قاعدة بيانات كرة القدم.إي يو (الإنجليزية)
- جواو بيدرو بيريرا سيلفا على موقع Soccerbase.com (لاعب) (الإنجليزية)
- جواو بيدرو بيريرا سيلفا على موقع Soccerway.com (الإنجليزية)
- جواو بيدرو بيريرا سيلفا على موقع AS.com (الإسبانية)